# Facundo Talín
Facundo Talín es un futbolista argentino. Su posición en el campo de juego es la de defensor. Actualmente está jugando para el Canosa Calcio de la Eccellenza Apulia de Italia.

## Trayectoria
Talín debutó profesionalmente en el club Nueva Chicago en el año 2006 frente a Chacarita Juniors. Tuvo dos pasos por el club de Mataderos, desde el 2006 hasta el 2008, en donde jugó en la primera y en la segunda división y en la temporada 2009/10 en donde Nueva Chicago ya militaba en la tercera división del fútbol argentino. En Nueva Chicago disputó un total de 61 partidos y marcó 3 goles. 
Entre estos dos pasos por Nueva Chicago, jugó una temporada en el exterior, más precisamente en Rumanía en el club CS Pandurii con el cual no llegó a disputar ningún partido. 
Luego de su segundo paso por Chicago, fue transferido por media temporada a la CAI en donde jugó 18 partidos y no marcó ningún gol. 
A principios del 2011, fue fichado por el club de Rosario, Tiro Federal, en donde disputó 14 partidos. 
Para la temporada 2011/12 pasó a jugar al club recién ascendido, Patronato de Entre Ríos, en donde jugó 13 partidos y tampoco marcó goles. 
A mediados del 2012, pasó a jugar al Club Atlético Platense en donde jugó durante dos años, en Platense es el club en donde mejor supo definir situaciones de gol, marcando diez.
El 1 de abril del 2014, deja Platense por haber sido presionado por barras del club en el entretiempo de un partido frente a Nueva Chicago. Tres días antes, Sebastián Matos y Gonzalo Peralta decidieron hacer lo mismo.
En julio de 2014, Tristán Suárez se hace de los servicios del futbolista por dos temporadas.
En el año de 2015, Talín, forma parte de un documental sobre futbolistas llamado Fulboy.
Después de un breve paso por San Miguel. En enero de 2016 es Transferido al Blooming de Bolivia.

## Clubes
| Club                | País      | Año         | PJ | Goles |
| ------------------- | --------- | ----------- | -- | ----- |
| Nueva Chicago       | Argentina | 2006 - 2008 | 32 | 1     |
| CS Pandurii         | Rumania   | 2008 - 2009 | 0  | 0     |
| Nueva Chicago       | Argentina | 2009 - 2010 | 29 | 2     |
| CAI                 | Argentina | 2010        | 18 | 0     |
| Tiro Federal        | Argentina | 2011        | 14 | 0     |
| Patronato           | Argentina | 2011 - 2012 | 13 | 0     |
| Platense            | Argentina | 2012 - 2014 | 62 | 10    |
| Tristán Suárez      | Argentina | 2014 - 2015 | 32 | 1     |
| San Miguel          | Argentina | 2015        | 0  | 0     |
| Club Blooming       | Bolivia   | 2016        | 4  | 0     |
| Almirante Brown     | Argentina | 2016 - 2017 | 18 | 1     |
| PS TNI              | Indonesia | 2017        | 12 | 2     |
| Deportivo Español   | Argentina | 2019        | 10 | 0     |
| Deportivo Laferrere | Argentina | 2019        | 3  | 0     |
| Ciudad Bolívar      | Argentina | 2020 - 2021 | 8  | 0     |
| Vigor Trani         | Italia    | 2022        | 11 | 1     |
| U. S. Mola          | Italia    | 2022 - 2023 | -  | -     |
| U. C. Bisceglie     | Italia    | 2023        | -  | -     |
| Canosa Calcio       | Italia    | 2024 - Act. | -  | -     |